# Гідігіч (стадіон)
Стадіон «Гідігіч» (рум. Stadionul Ghidighici) — футбольний стадіон в селі Гідігіч, Молдова, домашня арена ФК «Академія» з Кишинева.
Стадіон побудований та відкритий 2006 року. Потужність становить 1 500 глядачів.